# Каверинское сельское поселение (Рязанская область)
Каве́ринское се́льское посе́ление — сельское поселение в Шацком районе Рязанской области. Поселение утверждено 14 апреля 2009 года, советом депутатов муниципального образования Каверинское сельское поселение, в связи с законом «О наделении муниципального образования — Шацкий район статусом муниципального района», принятый Рязанской областной Думой 22 сентября 2004 года.
Административный центр — село Каверино.

## Население
| 2010 | 2012 | 2013 | 2014 | 2015 | 2016 | 2017 |
| ---- | ---- | ---- | ---- | ---- | ---- | ---- |
| 567  | ↘541 | ↘535 | ↘518 | ↘507 | →507 | ↘498 |
| 2018 | 2019 | 2020 | 2021 |      |      |      |
| ↘473 | ↘459 | ↘453 | ↗504 |      |      |      |

## Состав сельского поселения
В состав сельского поселения входят 7 населённых пунктов
- Богданово (деревня) — 5[14]
- Болушево (деревня) — 0[14]
- Каверино (село, административный центр) — 598[14]
- Новороманово (село) — 3[14]
- Старороманово (село) — 10[14]
- Тростяное (село) — 2[14]
- Юрино (село) — 37[14]